# جيليسيس 100
جيليسيس 100 وهو عبارة عن هلام مائي فموي فائق الامتصاص يستخدم لعلاج زيادة الوزن والسمنة. يمتص الماء ويتمدد في المعدة والأمعاء الدقيقة مما يزيد من الشعور بالامتلاء. تشمل الآثار الجانبية المحتملة في المقام الأول أعراض الجهاز الهضمي، مثل الإسهال وانتفاخ البطن وحركات الأمعاء غير المتكررة والإمساك وآلام البطن وانتفاخ البطن. يُمنع استخدامه في الحمل ومتلازمات سوء الامتصاص المزمن والركود الصفراوي. صرحت إدارة الغذاء والدواء الأمريكية استعماله في عام 2019 بصفة جهاز طبي. طورته شركة جيليسيس.